# Sam și Cat
Sam și Cat (engleză Sam & Cat) este un serial american lansat pe 8 iunie 2013 și încheiat în 17 iulie 2014 pe Nickelodeon. Este un spin-off a două emisiuni TV, iCarly și Victoria în lumina reflectoarelor, pe care le-a creat Dan Schneider.